# Danh sách loài trong họ Desmidiaceae
Dưới đây là danh sách các loài trong họ Desmidiaceae

## Các loài xếp theo chi
Phần này liệt kê các chi, loài và giống:

### Actinotaenium
- Actinotaenium ((Naegeli) Teiling)
- Actinotaenium clevei ((Lund.) Teil.)
- Actinotaenium clevei var. clevei ((Lundell) Teiling)
- Actinotaenium clevei var. gelidum ((Wittr.) Roy and Biss.)
- Actinotaenium cruciferum ((Brebisson) West and West)
- Actinotaenium cruciferum var. cruciferum ((Brebisson) West and West)
- Actinotaenium cruciferum var. latius (Teiling)
- Actinotaenium cruciferum var. minus (Teiling)
- Actinotaenium cucurbita ((Brebisson) Teil.)
- Actinotaenium cucurbita var. cucurbita ((Brebisson) Teil.)
- Actinotaenium cucurbita var. latius ((W. West) Teil.)
- Actinotaenium cucurbita var. attenuata ((G. S. West) Teiling)
- Actinotaenium cucurbitinum ((Biss.) Teil.)
- Actinotaenium cucurbitinum var. cucurbitinum ((Biss.) Teil.)
- Actinotaenium cucurbitinum var. minus ((West and West) Teil.)
- Actinotaenium cucurbitinum var. minutum ((Prescott) Teiling)
- Actinotaenium curtum ((Brebisson Ex Ralfs) Teil.)
- Actinotaenium curtum var. minus ((Brebisson Ex Ralfs) Teil.)
- Actinotaenium diplosporum ((Lund.) Teil.)
- Actinotaenium diplosporum var. diplosporum ((Lind.) Teil.)
- Actinotaenium diplosporum var. americanum ((West and West) Teil.)
- Actinotaenium inconspicuum ((W. West) Teil.)
- Actinotaenium rufescens ((Brebisson) West and West)
- Actinotaenium taylori ((Brebisson) West and West)
- Actinotaenium viride ((Brebisson) West and West)
- Actinotaenium canadense (Bourrelly)
- Actinotaenium cotatum ((Wolle) Bourrelly)
- Actinotaenium subglobosum ((Nordst.) Teiling)
- Actinotaenium regelianum ((Naegeli) Schllenberg)
- Actinotaenium crassiusculum ((Be Bary) Teiling)
- Actinotaenium capax ((Joshua) Teiling)
- Actinotaenium capax var. capax ((Joshua) Teiling)
- Actinotaenium capax var. minus ((Schmidle) Teiling)
- Actinotaenium elongatum ((Racib.) Teiling)
- Actinotaenium subtile ((West and West) Teiling)
- Actinotaenium trachypolum ((West and West) Teiling)
- Actinotaenium trachypolum var. trachypolum ((West and West) Teiling)
- Actinotaenium trachypolum var. messikommeri (Teiling)

### Arthrodesmus
- Arthrodesmus (Ehrenberg)
- * Arthrodesmus extensus ((Borge) Hirano)
- * Arthrodesmus extensus var. extensus ((Borge) Hirano)
- * Arthrodesmus extensus var. croasdaleae (Bicudo)
- * Arthrodesmus crassus (West and West)
- * Arthrodesmus mucronulatus (Nordst.)
- * Arthrodesmus octocornis (Ehrenberg)
- * Arthrodesmus octocornis var. octocornis (Ehrenberg)
- * Arthrodesmus octocornis var. mamillatus (Scott and Gronblad)
- * Arthrodesmus octocornis var. tenuis (Irenee-marie)
- * Arthrodesmus tenuissimus (Archer)
- * Arthrodesmus trispinatus (West and West)
- * Arthrodesmus sachlanii (Scott and Prescott)
- * Arthrodesmus subulatus (Kuetzing)
- * Arthrodesmus validus ()
- * Arthrodesmus validus var. validus ()
- * Arthrodesmus validus var. incrassatus (Scott and Gronblad)
- * Arthrodesmus ralfsii (Turpin)
- * Arthrodesmus ralfsii var. ralfsii (Turpin)
- * Arthrodesmus ralfsii var. latiuscula (West and West)
- * Arthrodesmus phimus (Turner)
- * Arthrodesmus phimus var. phimus (Turner)
- * Arthrodesmus phimus var. occidentalis (West and West)
- * Arthrodesmus bifidus (Brebisson)
- * Arthrodesmus bifidus var. bifidus (Brebisson)
- * Arthrodesmus bifidus var. cruciatum (Skuja)
- * Arthrodesmus bifidus var. missionwellensis (Sieminska)
- * Arthrodesmus bulnheimii (Raciborski)
- * Arthrodesmus bulnheimii var. bulnheimii (Raciborski)
- * Arthrodesmus bulnheimii var. subincus (West and West)
- * Arthrodesmus incus ((Brebisson) Hassall)
- * Arthrodesmus incus var. incus ((Brebisson) Hassall)
- * Arthrodesmus incus var. indentatus (West and West)
- * Arthrodesmus incus var. malaccensis (Bernard)
- * Arthrodesmus incus var. validus (West and West)
- * Arthrodesmus incus var. vulgaris (Eichler and Raciborski)
- * Arthrodesmus mooari (Jackson)
- * Arthrodesmus tortus (Groenblad)
- * Arthrodesmus triangularis (Lagerheim)
- * Arthrodesmus triangularis var. triangularis (Lagerheim)
- * Arthrodesmus triangularis var. suntriangularis ((Bborge) West and West)

### Bambusina
- Bambusina (Kuetzing Ex Kuetzing, 1849)

- Bambusina brebissonii (Kuetz.)
- Bambusina borreri ((Ralfs) Cleve)
- Bambusina moniliformis (Ehrenberg)
- Bambusina moniliformis var. moniliformis (Ehrenberg)
- Bambusina moniliformis var. gracilescens (Norstedtg)
- Bambusina delicatissima (Wolle)

### Closterium
- Closterium (J. Ralfs, 1848)
- * Closterium setaceum var. vittatum (Gronbl.)
- * Closterium dianae var. brevius (Woloszynska)
- * Closterium kuetzingii var. vittatum (Nordst)
- * Closterium parvulum var. maius (G. S. West)
- * Closterium tumidum var. nylandicum (Gronbl.)
- * Closterium arcuarium (Hughes)
- * Closterium malinvernianiforme (Gronbl.)
- * Closterium gracile (Breb)
- * Closterium gracile var. gracile (Breb)
- * Closterium gracile var. elongatum (West and West)
- * Closterium gracile var. tenue ((Lemm.) West and West)
- * Closterium acutum (Breb)
- * Closterium acutum var. acutum ((Lyngb.) Breb.)
- * Closterium acutum var. linea ((Perty) West and West)
- * Closterium acutum var. variabile ((Lemm.) Krieg.)
- * Closterium setaceum (Ehrenberg)
- * Closterium setaceum var. setaceum (Ehrenberg)
- * Closterium setaceum var. sigmoideum (Irenne-marie)
- * Closterium didymotocum ()
- * Closterium strigosum (Brebisson)
- * Closterium strigosum var. strigosum (Brebisson)
- * Closterium strigosum var. elegans ((G. West) Krieg.)
- * Closterium acerosum ()
- * Closterium acerosum var. acerosum ((Shrank) Ehrbg.)
- * Closterium acerosum var. angolense (West and West)
- * Closterium acerosum var. elongatum (Breb)
- * Closterium acerosum var. minus (Hantz.)
- * Closterium lunula ((O. F. Mueller) J. Ralfs)
- * Closterium lunula var. lunula ((O. F. Mueller) J. Ralfs)
- * Closterium lunula var. gracilis (Messik.)
- * Closterium lunula var. maximum (Borge)
- * Closterium lunula var. minor (West and West)
- * Closterium lunula var. coloratum (Taft)
- * Closterium littorale (Gay.)
- * Closterium aciculare (T. West)
- * Closterium aciculare var. aciculare (T. West)
- * Closterium aciculare var. brevis (Elenkin)
- * Closterium angustatum (Kuetz.)
- * Closterium angustatum var. angustatum (Kuetz.)
- * Closterium angustatum var. boergesenii (Gutw.)
- * Closterium angustatum var. annulatum (Hugues)
- * Closterium angustatum var. gracile (Kossinskaja)
- * Closterium archerianum (Cleve)
- * Closterium archerianum var. archerianum (Cleve)
- * Closterium archerianum var. major (Irenee-marie)
- * Closterium attenuatum (Ehrbg.)
- * Closterium baillyanum (Brebisson)
- * Closterium baillyanum var. baillyanum (Brebisson)
- * Closterium baillyanum var. parvulum (Groenblad.)
- * Closterium braunii (Reinsch)
- * Closterium calosporum (Wittrock)
- * Closterium calosporum var. caloporuum (Wittrock)
- * Closterium calosporum var. brasiliense (Boergesen)
- * Closterium cornu (Ehrbg.)
- * Closterium cornu var. cornu (Ehrbg.)
- * Closterium cornu var. arcum (Turpin)
- * Closterium costatum (Corda)
- * Closterium costatum var. costatum (Corda)
- * Closterium costatum var. dilatatum ((West and West) Krieg)
- * Closterium costatum var. westii (Cushman)
- * Closterium costatum var. scotii (Prescott)
- * Closterium costatum var. subcostatum ((Nordst.) Krieger)
- * Closterium cynthia (Denot)
- * Closterium cynthia var. cynthia (Denot)
- * Closterium cynthia var. jenneri ((Ralfs) Krieger)
- * Closterium delpontii ((Klebs) Wolle)
- * Closterium dianae (Woloszynska)
- * Closterium dianae var. dianae (Woloszynska)
- * Closterium dianae var. arcuatum (Woloszynska)
- * Closterium dianae var. excavatum ((Borge) Ruzicki)
- * Closterium eboracense ((Ehrbg.) Turner)
- * Closterium ehrenbergii (Meneghini)
- * Closterium ehrenbergii var. ehrenbergii (Meneghini)
- * Closterium ehrenbergii var. malinvernianum ((Brebisson) West and West)
- * Closterium idiosporum (West and West)
- * Closterium incurvum (Breb)
- * Closterium intermedium (Ralfs)
- * Closterium intermedium var. intermedium (Ralfs)
- * Closterium intermedium var. hibernicum (West)
- * Closterium jenneri (Ralfs)
- * Closterium jenneri var. jenneri (Ralfs)
- * Closterium jenneri var. robustum (Ralfs)
- * Closterium juncidium (Ralfs)
- * Closterium juncidium var. juncidium (Ralfs)
- * Closterium juncidium var. brevius ((Ralfs) Roy)
- * Closterium juncidium var. elongatum (Roy and Biss.)
- * Closterium kuetzingii (Brebisson)
- * Closterium kuetzingii var. kuetzingii (Brebisson)
- * Closterium kuetzingii var. sigmoides (Irenee-marie)
- * Closterium lagoense (Nordstsdt)
- * Closterium lanceolatum (Kuetz)
- * Closterium lanceolatum var. lanceolatum (Kuetz)
- * Closterium lanceolatum var. parvum (West and West)
- * Closterium leibleinii (Kuetzing)
- * Closterium leibleinii var. leibleinii (Kuetzing)
- * Closterium leibleinii var. recurvatum (West and West)
- * Closterium libellula (Focke)
- * Closterium libellula var. libellula (Focke)
- * Closterium libellula var. intermedium ((Roy and Biss.) G. West)
- * Closterium libellula var. interruptum ((West and West) Donat)
- * Closterium lineatum (Ehrenberg)
- * Closterium lineatum var. lineatum (Ehrenberg)
- * Closterium lineatum var. costatum (Wolle)
- * Closterium lineatum var. latius ((Elenkin and Lobik))
- * Closterium macilentum (Breb)
- * Closterium moniliferum ((Bory) Ehrbg.)
- * Closterium moniliferum var. miniliferum ((Bory) Ehrbg.)
- * Closterium moniliferum var. subrectum ((Groenbl.) Poljansky)
- * Closterium moniliferum var. concavum (Klebs)
- * Closterium navicula ((Breb) Luetkem.)
- * Closterium navicula var. navicula ((Breb) Luetkem.)
- * Closterium navicula var. crassum ((West and West) Groenbl.)
- * Closterium navicula var. inflatum (West and West) Groenbl.)
- * Closterium parvulum (Naeg.)
- * Closterium parvulum var. parvulum (Naeg.)
- * Closterium parvulum var. angustum (West and West)
- * Closterium parvulum var. taylori (Jackson)
- * Closterium parvulum var. obtusum (Croasdale)
- * Closterium porrectum (Nordst.)
- * Closterium praelongum (Breb)
- * Closterium praelongum var. praelongum (Breb)
- * Closterium praelongum var. brevius (Nordst.)
- * Closterium praelongum var. crassius (Schm.)
- * Closterium praelongum var. brevior (West)
- * Closterium praelongum var. elongatum (Jackson)
- * Closterium pritchardianum (Archer)
- * Closterium pronum (Breb)
- * Closterium pseudodianae (Roy)
- * Closterium ralfsii (Brebisson)
- * Closterium ralfsii var. ralfsii (Brebisson)
- * Closterium ralfsii var. hybridum (Rabenhorst)
- * Closterium ralfsii var. montanum (Raciborski)
- * Closterium ralfsii var. immane (Cushman)
- * Closterium ralfsii var. gracilius ((Mask.) Krieger)
- * Closterium ralfsii var. kriegeri (Hughes)
- * Closterium ralfsii var. novae-angliae (Krieger)
- * Closterium regulare (Brebisson)
- * Closterium rostratum (Ehrenberg)
- * Closterium striolatum (Ehrenberg)
- * Closterium striolatum var. striolatum (Ehrenberg)
- * Closterium striolatum var. subtruncatum ((West and West) Krieg.)
- * Closterium striolatum var. erectum (Klebs)
- * Closterium striolatum var. intermedium (Ehrenberg)
- * Closterium sublatum ((Kuetz.) Breb.)
- * Closterium toxon (Turpin)
- * Closterium tumidum (Johnson)
- * Closterium tumidum var. tumidum (Johnson)
- * Closterium tumidum var. sphaerosporum (G. West)
- * Closterium turgidum (Ehrenberg)
- * Closterium turgidum var. turgidum (Ehrenberg)
- * Closterium turgidum var. giganteum (Nordst. In Wittr. and Nordst.)
- * Closterium ulna (Focke)
- * Closterium ulna var. ulna (Focke)
- * Closterium ulna var. recurvatum ((Roll) Krieger)
- * Closterium venus (Kuetz.)
- * Closterium venus var. venus (Kuetz.)
- * Closterium venus var. westii ((West) Krieg.)
- * Closterium venus var. minus (Roll.)
- * Closterium venus var. appollonionis (Croasdale)
- * Closterium venus var. crassum (Corasdale)
- * Closterium venus var. incurvum ((Brebisson) West and West)
- * Closterium abruptum (Turpin)
- * Closterium abruptum var. abruptum (Turpin)
- * Closterium abruptum var. brevis (West and West)
- * Closterium abruptum var. canadense (Bourrelly)
- * Closterium brunelii (Bourrelly)
- * Closterium cuspidatum (Bailey)
- * Closterium laterale (Nordstedt)
- * Closterium malmei (Borge)
- * Closterium pusillum (Hantzsch)
- * Closterium seracerosum ()
- * Closterium peracerosum (Gay)
- * Closterium peracerosum var. peracerosum (Gay)
- * Closterium peracerosum var. elegans (G. S. West)
- * Closterium flaccidum (Delponte)
- * Closterium limneticum (Lemmermann)
- * Closterium limneticum var. limnecticum (Lemmermann)
- * Closterium limneticum var. fallax (Ruzicka)
- * Closterium nematodes (Joshua)
- * Closterium spetsbergense (Borge)
- * Closterium spetsbergense var. spetsbergense (Borge)
- * Closterium spetsbergense var. longius (Poljansky)
- * Closterium spetsbergense var. subspetsbergense ((Wor.) Kossinskaja)
- * Closterium subangulatum (Gutwinski)
- * Closterium sublaterale (Ruzicka)
- * Closterium tumidulum (Gay)
- * Closterium eriense (Taft)
- * Closterium brebissonii (Delpont)

### Cosmarium
- Cosmarium (Ralfs, 1848)
- * Cosmarium undulatum (Ralfs, 1848)
- * Cosmarium monomazum (Lund.)
- * Cosmarium botrytis (Meneghini)
- * Cosmarium botrytis var. botrytis (Meneghini)
- * Cosmarium botrytis var. tumidum (Wolle)
- * Cosmarium botrytis var. subtumidum (Wittrock)
- * Cosmarium botrytis var. gemmiferum (Meneghini)
- * Cosmarium abbreviatum (Reciborski)
- * Cosmarium abbreviatum var. abbreviatum (Reciborski)
- * Cosmarium abbreviatum var. planctonicum (West and West)
- * Cosmarium alpestre (Roy and Biss.)
- * Cosmarium amoenum (Brebisson)
- * Cosmarium anceps (Lind.)
- * Cosmarium angulatum ((Perty) Rabh.)
- * Cosmarium angulatum var. angulatum ((Perty) Rahb.)
- * Cosmarium angulatum var. major (Grunow)
- * Cosmarium angulosum (Brebisson)
- * Cosmarium annulatum ((Naegeli) De Bary)
- * Cosmarium annulatum var. annulatum ((Naegeli) De Bary)
- * Cosmarium annulatum var. elegans (Nordst.)
- * Cosmarium arctorum (Nordst.)
- * Cosmarium askenasyi (Schm.)
- * Cosmarium askenasyi var. askenasyi (Schm.)
- * Cosmarium askenasyi var. americana (Carter)
- * Cosmarium asphaerosporum (Nordstedt)
- * Cosmarium asphaerosporum var. asphaerosporum (Nordstedt)
- * Cosmarium asphaerosporum var. strigosum (Nordstedt)
- * Cosmarium auriculatum (Reinsch)
- * Cosmarium balteum (West and West)
- * Cosmarium binum (Nordstedt)
- * Cosmarium bioculatum (Brebisson)
- * Cosmarium blytti (Wille)
- * Cosmarium blytti var. blytti (Wille)
- * Cosmarium blytti var. novaesylvae (West and West)
- * Cosmarium boeckii (Wille)
- * Cosmarium brebissoni (Menegh.)
- * Cosmarium caelatum (Ralfs)
- * Cosmarium capitulum (Roy and Biss.)
- * Cosmarium circulare (Reinsch)
- * Cosmarium circulare var. circulare (Reinsch)
- * Cosmarium circulare var. majus (Hansg.)
- * Cosmarium commissurale (Brebisson)
- * Cosmarium commissurale var. commossurale (Nordstedt)
- * Cosmarium commissurale var. crassum (Nordstedt)
- * Cosmarium connatum (Brebisson)
- * Cosmarium conspersum (Ralfs)
- * Cosmarium conspersum var. conspersum (Ralfs)
- * Cosmarium conspersum var. latum ((Brebisson) West and West)
- * Cosmarium contractum (Kirchner)
- * Cosmarium contractum var. contractum (Kirchner)
- * Cosmarium contractum var. ellipsoideum ((Elfv.) West and West)
- * Cosmarium contractum var. papillatum (G. M. Smith)
- * Cosmarium contractum var. incrassatum (Scott and Prescott)
- * Cosmarium costatum (Nordst.)
- * Cosmarium crenatum (Ralfs)
- * Cosmarium crenatum var. crenatum (Ralfs)
- * Cosmarium crenatum var. bicrenatum (Nordst.)
- * Cosmarium crenatum var. boldtiana ((Gutw.) West and West)
- * Cosmarium cucumis (Corda Ex Ralfs)
- * Cosmarium cyclicum (Lund.)
- * Cosmarium cyclicum var. cyclicum (Lund.)
- * Cosmarium cyclicum var. nordstedtianum ((Reinsch) West and West)
- * Cosmarium cylindricum (Ralfs)
- * Cosmarium debaryi (Archer)
- * Cosmarium dentatum (Wolle)
- * Cosmarium dentiferum (Corda)
- * Cosmarium depressum ((Naeg.) Lund.)
- * Cosmarium depressum var. depressum ((Naeg.) Lund.)
- * Cosmarium depressum var. achondrum ((Boldt) W. West and G. S. West)
- * Cosmarium depressum var. planctonicum (Reverd.)
- * Cosmarium depressum var. sublaeve (Lutkemuller)
- * Cosmarium difficile (Lutkemuller)
- * Cosmarium difficile var. difficile (Lutkemuller)
- * Cosmarium difficile var. rotundum (Scott and Gronblad)
- * Cosmarium elegantissimum (Lund)
- * Cosmarium elegantissimum var. elegantissimum (Lund)
- * Cosmarium elegantissimum var. minor (Turpin)
- * Cosmarium elegantissimum var. attenuatum (Bicudo)
- * Cosmarium elegantissimum var. simplicus ((Lund.) W. West and G. S. West)
- * Cosmarium eloiseanum (Wolle)
- * Cosmarium entochondrum (West and West)
- * Cosmarium exiguum (Archer)
- * Cosmarium formosulum (Hoff.)
- * Cosmarium formosulum var. formosulum (Hoff.)
- * Cosmarium formosulum var. nathorstii ((Boldt.) West and West)
- * Cosmarium furcatospermum (West and West)
- * Cosmarium galeritum (Nordstedt)
- * Cosmarium globosum (Bulnh.)
- * Cosmarium globosum var. globosum (Bulnh.)
- * Cosmarium globosum var. boldtii (Krieg. and Gerl.)
- * Cosmarium granatum (Brebisson)
- * Cosmarium granatum var. granatum (Brebisson)
- * Cosmarium granatum var. elongatum (Nordstedt)
- * Cosmarium granatum var. subgranatum (Nordstedt)
- * Cosmarium granulatum (Turpin)
- * Cosmarium hammeri (Reinsch)
- * Cosmarium hammeri var. hammeri (Reinsch)
- * Cosmarium hammeri var. homalodermum ((Nordstedt) West and West)
- * Cosmarium hammeri var. protuberans (West and West)
- * Cosmarium holmiense (Lundell)
- * Cosmarium holmiense var. holmiense (Lundell)
- * Cosmarium holmiense var. integrum (Lundell)
- * Cosmarium humile ((Gay) Nordstedt)
- * Cosmarium humile var. humile ((Gay) Nordstedt)
- * Cosmarium humile var. striatum ((Boldt) Schm.)
- * Cosmarium impressulum (Elfving)
- * Cosmarium impressulum var. impressulum (Elfving)
- * Cosmarium impressulum var. crenulatum ((Naeg.) Krieg. and Gerl.)
- * Cosmarium inconspicuum (West and West)
- * Cosmarium isthmium (Turpin)
- * Cosmarium kjellmani (Wille)
- * Cosmarium kjellmani var. kjellmani (Wille)
- * Cosmarium kjellmani var. grande (Wille)
- * Cosmarium laeve (Rabenhorst)
- * Cosmarium laeve var. laeve (Rabenhorst)
- * Cosmarium laeve var. westii (Krieg. and Gerl.)
- * Cosmarium laeve var. rodundatum (Messikommer)
- * Cosmarium laeve var. octangularis ((Wille) W. and G. S. West)
- * Cosmarium laeve var. distentum (G. S. West)
- * Cosmarium lundellii (Delp.)
- * Cosmarium lundellii var. lundellii (Delp.)
- * Cosmarium lundellii var. ellipticum (West and West)
- * Cosmarium margaritatum ((Lund) Roy and Bisset)
- * Cosmarium margaritiferum (Menegh.)
- * Cosmarium meneghinii (Brebisson)
- * Cosmarium meneghinii var. meneghinii (Brebisson)
- * Cosmarium meneghinii var. latiuscula (Jacobs)
- * Cosmarium microsphinctum (Nordstedt)
- * Cosmarium minimum (West and West)
- * Cosmarium modestum (West and West)
- * Cosmarium moniliforme ((Turpin) Ralfs)
- * Cosmarium moniliforme var. moniliforme ((Turpin) Ralfs)
- * Cosmarium moniliforme var. subpyriforme (W. and G. S. West)
- * Cosmarium monochrondrum (Nordst.)
- * Cosmarium monochrondrum var. monochrondrum (Nordst.)
- * Cosmarium monochrondrum var. rotundatum (Krieg. and Gerl.)
- * Cosmarium nasutum (Nordst.)
- * Cosmarium nasutum var. nasutum (Nordst.)
- * Cosmarium nasutum var. granulatum (Nordst.)
- * Cosmarium nitidulum (De Not)
- * Cosmarium nitidulum var. nitidulum (De Not)
- * Cosmarium nitidulum var. pseudovalidum (Taft)
- * Cosmarium norimbergense (Reinsch)
- * Cosmarium notabile (De Bary)
- * Cosmarium novaesemliae (Wille)
- * Cosmarium novaesemliae var. novaesemliae (Wille)
- * Cosmarium novaesemliae var. sibiricum (Boldt.)
- * Cosmarium obliquum (Nordst.)
- * Cosmarium obsoletum ((Hantz.) Reinsch)
- * Cosmarium obtusatum (Schidle)
- * Cosmarium ochthodes (Nordstedt)
- * Cosmarium ochthodes var. ochthodes (Nordstedt)
- * Cosmarium ochthodes var. amoebum (Turpin)
- * Cosmarium orbiculatum (Ralfs)
- * Cosmarium orbiculatum var. orbiculatum (Ralfs)
- * Cosmarium orbiculatum var. major (West and West)
- * Cosmarium ornatum (Ralfs)
- * Cosmarium orthostichum (Lundell)
- * Cosmarium orthostichum var. orthostichum (Lundell)
- * Cosmarium orthostichum var. pumilum (Lundell)
- * Cosmarium ovale (Ralfs)
- * Cosmarium ovale var. ovale (Ralfs)
- * Cosmarium ovale var. prescottii (Irenee-marie)
- * Cosmarium pachydermum (Lundell)
- * Cosmarium pachydermum var. pachydermum (Lundell)
- * Cosmarium pachydermum var. aethiopicum (West and West)
- * Cosmarium pachydermum var. minus (Nordstedt)
- * Cosmarium pachydermum var. complanatum (Scott and Gronblad)
- * Cosmarium perforatum (Lundell)
- * Cosmarium pericymatium (Nordstedt)
- * Cosmarium pokornyanum ((Grunow) Werst and West)
- * Cosmarium portianum (Archer)
- * Cosmarium portianum var. portianum (Archer)
- * Cosmarium portianum var. nephroideum (Wittrock)
- * Cosmarium praegrande (Lundell)
- * Cosmarium protractum ((Naeg.) De Bary)
- * Cosmarium pseudamoenum (Wille)
- * Cosmarium pseudamoenum var. pseudamoenum (Wille)
- * Cosmarium pseudamoenum var. basilare (Nordstedt)
- * Cosmarium pseudarctoum (Nordstedt)
- * Cosmarium pseudatlantoideum (Turpin)
- * Cosmarium pseudobroomei (Wolle)
- * Cosmarium pseudoconnatum (Nordstedt)
- * Cosmarium pseudoconnatum var. pseudoconnatum (Nordstedt)
- * Cosmarium pseudoconnatum var. major (Wille)
- * Cosmarium pseudoexiguum (Racib.)
- * Cosmarium pseudoholmii (Borge)
- * Cosmarium pseudonitidulum (Nordstedt)
- * Cosmarium pseudonitidulum var. pseudonitidulum (Nordstedt)
- * Cosmarium pseudonitidulum var. validum (West and West)
- * Cosmarium pseudoprotuberans (Kirchn.)
- * Cosmarium pseudopyramidatum (Lund.)
- * Cosmarium pseudopyramidatum var. pseudopyramidatum (Lund.)
- * Cosmarium pseudopyramidatum var. stenonotum (Nordst.)
- * Cosmarium pseudotaxichondrum (Nordst.)
- * Cosmarium pseudotaxichondrum var. pseudotaxichondrum (Nordst.)
- * Cosmarium pseudotaxichondrum var. floridense (West and West)
- * Cosmarium pseudotaxichondrum var. foggii (Taylor)
- * Cosmarium punctulatum (Brebisson)
- * Cosmarium punctulatum var. punctulatum (Brebisson)
- * Cosmarium punctulatum var. subpunctulatum ((Nordstedt) Borges)
- * Cosmarium pusillum ((Brebisson) Archer)
- * Cosmarium pygmaeum (Archer)
- * Cosmarium pyramidatum (Brebisson)
- * Cosmarium pyramidatum var. pyramidatum (Brebisson)
- * Cosmarium pyramidatum var. canadense (Bourrelly)
- * Cosmarium pyramidatum var. borgei (Krieger and Gerloff)
- * Cosmarium pyramidatum var. stenonotum ((Nordstedt) Klebs)
- * Cosmarium pyramidatum var. stephani (Irenee-marie)
- * Cosmarium quadratum (Ralfs)
- * Cosmarium quadratulum ((Gay) De Toni)
- * Cosmarium quadrifarium (Lundell)
- * Cosmarium quadrifarium var. quadrifarium (Lundell)
- * Cosmarium quadrifarium var. hexasticha ((Lundell) Nordstedt)
- * Cosmarium quadrifarium var. polysticha (West and West)
- * Cosmarium quadrum (Lundell)
- * Cosmarium quadrum var. quadrum (Lundell)
- * Cosmarium quadrum var. minus (Nordstedt)
- * Cosmarium quinarium (Lundell)
- * Cosmarium radiosum (Wolle)
- * Cosmarium ralfsii (Brebisson)
- * Cosmarium ralfsii var. ralfsii (Brebisson)
- * Cosmarium ralfsii var. montanum (Raciborski)
- * Cosmarium rectangulare (Grunow)
- * Cosmarium rectangulare var. rectangulare (Grunow)
- * Cosmarium rectangulare var. cambrense ((Turner) West and West)
- * Cosmarium rectangulare var. hexagonum ((Elfv.) West and West)
- * Cosmarium regnellii (Wille)
- * Cosmarium regnellii var. regnellii (Wille)
- * Cosmarium regnellii var. catenatum ((Krieger) Krieger and Gerloff)
- * Cosmarium regnellii var. minimum (Ehrenberg)
- * Cosmarium regnesi (Reinsch)
- * Cosmarium reniforme ((Ralfs) Archer)
- * Cosmarium reniforme var. reniforme ((Ralfs) Archer)
- * Cosmarium reniforme var. compressum (Nordst.)
- * Cosmarium reniforme var. seminudum (Taft)
- * Cosmarium sexangulare (Lundell)
- * Cosmarium sexangulare var. sexangulare (Lundell)
- * Cosmarium sexangulare var. minus (Roy and Biss.)
- * Cosmarium sexnotatum (Gutw.)
- * Cosmarium simplicius ((West and West) Groenbl.)
- * Cosmarium speciosum (Lund.)
- * Cosmarium speciosum var. speciosum (Lund.)
- * Cosmarium speciosum var. biforme (Nordstedt)
- * Cosmarium speciosum var. rostafinskii ((Gutw.) West and West)
- * Cosmarium speciosum var. simplex (Nordstedt)
- * Cosmarium sphaeroideum (Turpin)
- * Cosmarium sphagnicolum (West and West)
- * Cosmarium sphagnicolum var. sphagnicolum (West and West)
- * Cosmarium sphagnicolum var. armatum (Krieger and Gerloff)
- * Cosmarium sphalerostichum (Nordstedt)
- * Cosmarium sportella (Brebisson)
- * Cosmarium subarctoum ((Legerh.) Racib.)
- * Cosmarium subaversum (Borge)
- * Cosmarium subbalteum (Schm.)
- * Cosmarium subbalteum var. subbalteum (Schm.)
- * Cosmarium subbalteum var. minor (Carter)
- * Cosmarium subcostatum (Nordstedt)
- * Cosmarium subcostatum var. subcostatum (Nordstedt)
- * Cosmarium subcostatum var. beckii ((Gutw.) West and West)
- * Cosmarium subcostatum var. minor (Turpin)
- * Cosmarium subcrenatum (Hantz.)
- * Cosmarium subcucumis (Schmidle)
- * Cosmarium subdanicum (Turpin)
- * Cosmarium subdrepressum (West and West)
- * Cosmarium subimpressulum (Borge)
- * Cosmarium subprotumidum (Nordstedt)
- * Cosmarium subretusiforme (West and West)
- * Cosmarium subspeciosum (Nordstedt)
- * Cosmarium subspeciosum var. subspeciosum (Nordstedt)
- * Cosmarium subspeciosum var. validius (Nordstedt)
- * Cosmarium subtumidum (Nordstedt)
- * Cosmarium subtumidum var. subtumidum (Nordstedt)
- * Cosmarium subtumidum var. klebsii ((Gutw.) W. and G. S. West)
- * Cosmarium succisum (G. West)
- * Cosmarium supraspeciosum (Wolle)
- * Cosmarium tatricum (Racib.)
- * Cosmarium taxichondriforme (Ehrenberg)
- * Cosmarium taxichondrum (Lund.)
- * Cosmarium tenue (Archer)
- * Cosmarium tetragonum ((Naeg.) Archer)
- * Cosmarium tetragonum var. tetragonum ((Naeg.) Archer)
- * Cosmarium tetragonum var. davidsonii ((Roy and Biss.) West and West)
- * Cosmarium tetraophthalmum (Brebisson)
- * Cosmarium tinctum (Ralfs)
- * Cosmarium trachypleurum (Lund.)
- * Cosmarium trilobulatum (Reinsch)
- * Cosmarium triplicatum (Wolle)
- * Cosmarium truncatellum ((Perty) Rabh.)
- * Cosmarium tumidum (Lund.)
- * Cosmarium turpinii (Brebisson)
- * Cosmarium turpinii var. turpinii (Brebisson)
- * Cosmarium turpinii var. eximium (West and West)
- * Cosmarium turpinii var. podolicum (Gutw.)
- * Cosmarium tyrolicum ((Nordst.) Krieg. and Gerloff)
- * Cosmarium umbilicatum (Luetkem.)
- * Cosmarium undulatum var. minutum (Wittrock)
- * Cosmarium variolatum (Lund.)
- * Cosmarium variolatum var. variolatum (Lund.)
- * Cosmarium variolatum var. cataractarum (Racib.)
- * Cosmarium venustum ((Brebisson) Archer)
- * Cosmarium venustum var. venustum ((Brebisson) Archer)
- * Cosmarium venustum var. excavatum ((Eichl. and Gutw.) West and West)
- * Cosmarium wittrockii (Lund.)
- * Cosmarium abruptum (Lundell)
- * Cosmarium abruptum var. abruptum (Lundell)
- * Cosmarium abruptum var. granulatum (Turpin)
- * Cosmarium clepsydra (Nordstedt)
- * Cosmarium clepsydra var. clepsydra (Nordstedt)
- * Cosmarium clepsydra var. namum ()
- * Cosmarium denticulatum (Borge)
- * Cosmarium denticulatum var. denticulatum (Borge)
- * Cosmarium denticulatum var. ovule (Groenblad)
- * Cosmarium thwaitesii (Ralfs)
- * Cosmarium hornavanense (Ruzicka)
- * Cosmarium hornavanense var. hornavanense (Ruzicka)
- * Cosmarium hornavanense var. dubovianum ((Lutkm.) Ruzicka)
- * Cosmarium nordstedtii (Delfs)
- * Cosmarium panamense (Prescott)
- * Cosmarium pseudophyramidatum (Lundell)
- * Cosmarium pseudophyramidatum var. pseudophyramidatum (Lundell)
- * Cosmarium pseudophyramidatum var. lentiferum (Taylor)
- * Cosmarium ungerianum ((Naegeli) De Bary)
- * Cosmarium angulare (Johnson)
- * Cosmarium angulare var. angulare (Johnson)
- * Cosmarium angulare var. canadense (Irenee-marie)
- * Cosmarium bimmillatum ()
- * Cosmarium bimmillatum var. bimmillatum ()
- * Cosmarium bimmillatum var. evolutum (Bicudo)
- * Cosmarium batrytis (Borg)
- * Cosmarium candianum (Delponte)
- * Cosmarium candianum var. candianum (Delponte)
- * Cosmarium candianum var. latius (Croasdale)
- * Cosmarium decedens ((Reinsch) Raciborski)
- * Cosmarium mamilliferum (Nordst.)
- * Cosmarium marginatatum ()
- * Cosmarium marginatatum var. marginatatum ()
- * Cosmarium marginatatum var. minor ((Boldt) West and West)
- * Cosmarium miedrzyrzecense (Ehrenberg)
- * Cosmarium ocellatum ()
- * Cosmarium ocellatum var. ocellatum ()
- * Cosmarium ocellatum var. incrassatum (West and West)
- * Cosmarium phaseolus (Brebisson In Ralfs)
- * Cosmarium phaseolus var. phaseolus (Brebisson In Ralfs)
- * Cosmarium phaseolus var. achondrum (Boldt)
- * Cosmarium phaseolus var. elevatum (Nordstedt)
- * Cosmarium polonicum (Raciborski)
- * Cosmarium pseudoretusum ()
- * Cosmarium pseudoretusum var. pseudoretusum ()
- * Cosmarium pseudoretusum var. inaequalipellicum ((West and West) Krieger and Gerloff)
- * Cosmarium quadrilobum (Prescott and West)
- * Cosmarium repandum ()
- * Cosmarium scorbiculosum (Borge)
- * Cosmarium seelyanum (Wolle)
- * Cosmarium spinosporum (Lagerh.)
- * Cosmarium spinuliferum ()
- * Cosmarium spinuliferum var. spinuliferum ()
- * Cosmarium spinuliferum var. irregulare (Scott and Gronblad)
- * Cosmarium stichochondrum (Lagerh.)
- * Cosmarium subpulchellum (West and West)
- * Cosmarium transitorium ((Heimerl) Ducellier)
- * Cosmarium vexatum (West)
- * Cosmarium braunii ()
- * Cosmarium braunii var. braunii ()
- * Cosmarium braunii var. major (Riensch)
- * Cosmarium connatus (Kirchner)
- * Cosmarium connatus var. connatus (Kirchner)
- * Cosmarium connatus var. minor (Nordstedt)
- * Cosmarium orbiculum (Ralfs)
- * Cosmarium schleiphackeanum (Grunow)
- * Cosmarium porrectum (Nordst.)
- * Cosmarium logoense ((Nordst.) Nordst.)
- * Cosmarium lobatum (Borgesen)
- * Cosmarium lobatum var. lobatum (Borgesen)
- * Cosmarium lobatum var. ellipticum (Fr. and Rich.)
- * Cosmarium aspherosporum (Nordstedt)
- * Cosmarium aspherosporum var. aspherosporum (Nordstedt)
- * Cosmarium aspherosporum var. montanense (Sieminska)
- * Cosmarium cymatopleurum (West)
- * Cosmarium cymatopleurum var. cymatopleurum (West)
- * Cosmarium cymatopleurum var. concavum (Sieminska)
- * Cosmarium intermedium (Delponte)
- * Cosmarium pulchellum ()
- * Cosmarium margaritaceum ((Lund.) Roy and Bisset)
- * Cosmarium margaritaceum var. margaritaceum (Messikommer)
- * Cosmarium margaritaceum var. minor ((Boldt) West and West)
- * Cosmarium margaritaceum var. pseudoconspersum (Dick)
- * Cosmarium margaritaceum var. subrotundata (West and West)
- * Cosmarium nymannianum (Groenblad)
- * Cosmarium obtusum (Schmidle)
- * Cosmarium plicatum (Reinsch)
- * Cosmarium pseudoornatum (Ehrenberg)
- * Cosmarium quasillus (Lundell)
- * Cosmarium subadoxum (Groenblad)
- * Cosmarium subadoxum var. subadoxum (Groenblad)
- * Cosmarium subadoxum var. dentatum (Sieminska)
- * Cosmarium subochthodes (Schmidle)
- * Cosmarium subnudiceps (W. and G. S. West)
- * Cosmarium subnudiceps var. subnudiceps (W. and G. S. West)
- * Cosmarium subnudiceps var. granulatum (Taft)
- * Cosmarium subnudiceps var. subraciborskii (Taft)
- * Cosmarium geometricum (W. and G. S. West)
- * Cosmarium geometricum var. geometricum (W. and G. S. West)
- * Cosmarium geometricum var. suecicum (Borge)
- * Cosmarium fontigenum (Nordstedt)
- * Cosmarium franzstonii (Taft)
- * Cosmarium eriense (Taft)
- * Cosmarium favum (W. and G. S. West)
- * Cosmarium aphanichondrum (Nordstedt)
- * Cosmarium bipunctatum (Boergesen)
- * Cosmarium bireme (Nordstedt)
- * Cosmarium biretum (De Brebisson)
- * Cosmarium biretum var. biretum (De Brebisson)
- * Cosmarium biretum var. minus ()
- * Cosmarium biretum var. trigibberum ()
- * Cosmarium angulosum var. angulosum (Brebisson)
- * Cosmarium angulosum var. concinnum ((Rabh.) West and West)
- * Cosmarium bioculatum var. bioculatum (Brebisson)
- * Cosmarium bioculatum var. depressum ((Schaarschm.) Schmidle)
- * Cosmarium bioculatum var. excavatum (Gutw.)
- * Cosmarium blytti var. bipunctatum ((Brebisson) West and West)
- * Cosmarium blytti var. hoffii (Borg.)
- * Cosmarium connatum var. connatum (Brebisson)
- * Cosmarium connatum var. minus (Wolle)
- * Cosmarium contractum var. minutum (Scott and Prescott)
- * Cosmarium galeritum var. galeritum (Nordstedt)
- * Cosmarium galeritum var. subtumidum (Borge)
- * Cosmarium granatum var. concavum (Lagerh.)
- * Cosmarium nitidulum var. javanicum (Krieg)
- * Cosmarium anisochondrum (Nordst.)
- * Cosmarium anisochondrum var. anisochondrum (Nordst.)
- * Cosmarium anisochondrum var. geminatum (Messik.)
- * Cosmarium majae (Strom)
- * Cosmarium regnesi var. regnesi (Reinsch)
- * Cosmarium regnesi var. montanum (Schmidle)
- * Cosmarium undulatum var. undulatum (Ralfs, 1848)

### Desmidium
- Desmidium (C. Agardh)

- Desmidium aequale (West and West)
- Desmidium aptogonum (Woloszynska)
- Desmidium aptogonum var. aptogonum ((Ehrenberg) Brebisson)
- Desmidium aptogonum var. acutius (Nordstedt)
- Desmidium baileyi ((Ralfs) Nordstedt)
- Desmidium baileyi var. baileyi ((Ralfs) Nordstedt)
- Desmidium baileyi var. indicum (Turner)
- Desmidium coarctatum (Nordstetd)
- Desmidium coarctatum var. coarctatum (Nordstetd)
- Desmidium coarctatum var. cambricum (G. West)
- Desmidium cylindricum (Grev.)
- Desmidium gracileps ((Nordstetd) Lagerh.)
- Desmidium longatum (Wolle)
- Desmidium pseudostreptonema (West and West)
- Desmidium quadratum (Nordstetd)
- Desmidium swartzii (Ca. A. Agardh Ex Ralfs)
- Desmidium gymnozygoforme (Prescott and Scott)
- Desmidium asymmetricum (Gronbl.)
- Desmidium grevillii ((Kuetzing) De Bary)
- Desmidium occidentale (West and West)

### Euastrum
- Euastrum (Ehrenberg)

- Euastrum ampullaceum (Ralfs)
- Euastrum abruptum (Nordstedt)
- Euastrum abruptum var. abruptum (Nordstedt)
- Euastrum abruptum var. rectangulare (Prescott)
- Euastrum abruptum var. subglaziovii (Krieger)
- Euastrum abruptum var. minor (West and West)
- Euastrum abruptum var. lagoense (West and West)
- Euastrum affine (Ralfs)
- Euastrum affine var. affine (Ralfs)
- Euastrum affine var. equilaterale (Prescott and Scott)
- Euastrum ansatum (Ehrenberg)
- Euastrum ansatum var. ansatum (Ehrenberg)
- Euastrum ansatum var. dideltiforme (Ducell.)
- Euastrum ansatum var. javanicum ((Gutw.) Krieger)
- Euastrum ansatum var. lithuanicum ()
- Euastrum ansatum var. pyxidatum (Delponte)
- Euastrum ansatum var. concavum (Krieger)
- Euastrum ansatum var. triporum (Krieger)
- Euastrum bidentatum (Naegeli)
- Euastrum bidentatum var. bidentatum (Naegeli)
- Euastrum bidentatum var. speciosum ((Boldt) Schmidle)
- Euastrum binale ((Turpin) Ehrenberg)
- Euastrum binale var. binale ((Turpin) Ehrenberg)
- Euastrum binale var. hians (Turpin)
- Euastrum binale var. sectum (Turner)
- Euastrum binale var. gutwinskii ((Schmidle) Krieger)
- Euastrum crassangulatum (Borgs.)
- Euastrum crassicolle (Lundell)
- Euastrum crassum ((Brebisson) Kuetz.)
- Euastrum crassum var. crassum ((Brebisson) Kuetz.)
- Euastrum crassum var. michiganense (Prescott)
- Euastrum crassum var. scrobiculatum (Lundell)
- Euastrum crassum var. microcephalum (Krieger)
- Euastrum crassum var. tumidum ()
- Euastrum denticulatum ((Kirchn.) Gay)
- Euastrum denticulatum var. denticulatum ((Kirch.) Gay)
- Euastrum denticulatum var. dangeardii (Le Porte)
- Euastrum didelta (Ralfs)
- Euastrum didelta var. didelta (Ralfs)
- Euastrum didelta var. everettenseiforme (Ducellier)
- Euastrum didelta var. truncatum (Krieger)
- Euastrum divaricatum (Lundell)
- Euastrum dubium (Naegeli)
- Euastrum dubium var. dubium (Naegeli)
- Euastrum dubium var. scorbiculatum (Luetkemueller)
- Euastrum dubium var. ornatum (Woloszynska)
- Euastrum elegans ((Brebisson) Kuetz.)
- Euastrum elegans var. elegans ((Brebisson) Kuetz.)
- Euastrum elegans var. novaesemliae (Wille)
- Euastrum elegans var. ornatum (Turpin)
- Euastrum elegans var. pseudoelegans ((Turner) West and West)
- Euastrum elegans var. compactum ((Wolle) Krieger)
- Euastrum elobatum ((Lundell) Roy and Biss.)
- Euastrum elobatum var. elobatum ((Lundell) Roy and Biss.)
- Euastrum elobatum var. subelobatum ((W. West) Kossinsk.)
- Euastrum erosum (Lundell)
- Euastrum evolutum ((Nordstedt) West and West)
- Euastrum evolutum var. evolutum ((Nordstedt) West and West)
- Euastrum evolutum var. guianense ((Racib.) West and West)
- Euastrum evolutum var. graziovii ((Borges) West and West)
- Euastrum evolutum var. integris (West and West)
- Euastrum evolutum var. poriferum (Prescott and Scott)
- Euastrum gemmatum (Brebisson)
- Euastrum gemmatum var. gemmatum (Brebisson)
- Euastrum gemmatum var. alatum (Kossinskaja)
- Euastrum humerosum (Ralfs)
- Euastrum humerosum var. humerosum (Ralfs)
- Euastrum humerosum var. evolutum (Krieger)
- Euastrum inerme ((Ralfs) Lundell)
- Euastrum insulare ((Wittr.) Roy)
- Euastrum insulare var. insulare ((Wittr.) Roy)
- Euastrum insulare var. lacustre ((Messik.) Krieger)
- Euastrum insulare var. silesiacum ()
- Euastrum insulare var. basichondrum (Messikommer)
- Euastrum intermedium (Cleve)
- Euastrum intermedium var. intermedium (Cleve)
- Euastrum intermedium var. longicolle (Borge)
- Euastrum intermedium var. scrobiculatum (Schmidle)
- Euastrum montanum (West and West)
- Euastrum obesum (Josh.)
- Euastrum oblongum ((Grev.) Ralfs)
- Euastrum oblongum var. oblongum ((Grev.) Ralfs)
- Euastrum oblongum var. cephalophorum (Turpin)
- Euastrum occidentale (West and West)
- Euastrum pectinatum (Brebisson)
- Euastrum pectinatum var. pectinatum (Brebisson)
- Euastrum pectinatum var. inevolutum (West and West)
- Euastrum pectinatum var. brachylobum (Wittr.)
- Euastrum pectinatum var. reductum (Taylor)
- Euastrum pectinatum var. rostratum (Taylor)
- Euastrum pinnatum (Ralfs)
- Euastrum pinnatum var. pinnatum (Ralfs)
- Euastrum pinnatum var. taylori (Krieger)
- Euastrum pinnatum var. capitatum (Krieger)
- Euastrum pinnatum var. reductum (Krieger)
- Euastrum pinnatum var. subpinnatum ((Schmidle) West and West)
- Euastrum pinnatum var. turbinatum (Jackson)
- Euastrum pulchellum (Brebisson)
- Euastrum sinuosum (Lenorm.)
- Euastrum sinuosum var. sinuosum (Lenorm.)
- Euastrum sinuosum var. reductum (West and West)
- Euastrum sinuosum var. dideltoides ()
- Euastrum sinuosum var. parallelum (Krieger)
- Euastrum sinuosum var. subjenneri (West and West)
- Euastrum sinuosum var. ceylanicum (West and West)
- Euastrum sinuosum var. scrobiculatum (Nordstedt)
- Euastrum sinuosum var. aboense ((Elfv.) Cedergren)
- Euastrum sublobatum (Brebisson)
- Euastrum sublobatum var. sublobatum (Brebisson)
- Euastrum sublobatum var. kriegeri ()
- Euastrum trigibberum (West and West)
- Euastrum turneri (Turpin)
- Euastrum validum (West and West)
- Euastrum validum var. validum (West and West)
- Euastrum validum var. glabrum (Krieger)
- Euastrum ventricosum (Lundell)
- Euastrum ventricosum var. ventricosum (Lundell)
- Euastrum ventricosum var. glabrum (Prescott and Scott)
- Euastrum ventricosum var. rectangulare (Prescott and Scott)
- Euastrum ventricosum var. sopchoppiense (Scott and Prescott)
- Euastrum verrucosum (Ehrenberg)
- Euastrum verrucosum var. verrucosum (Ehrenberg)
- Euastrum verrucosum var. alatum (Wolle)
- Euastrum verrucosum var. coarctatum (Delp.)
- Euastrum verrucosum var. planctonicum (West and West)
- Euastrum verrucosum var. reductum (Nordstedt)
- Euastrum verrucosum var. schoenavii (Kaiser)
- Euastrum verrucosum var. rhomboideum ()
- Euastrum verrucosum var. subalatum (Huber-pestalozzi)
- Euastrum attenuatum ()
- Euastrum attenuatum var. attenuatum ()
- Euastrum attenuatum var. lithuanicum ()
- Euastrum attenuatum var. puchellum ((Prescott and Scott) Bourrelly)
- Euastrum attenuatum var. splendns ((Fritsch and Rich) Groenblat)
- Euastrum incavatum ()
- Euastrum incavatum var. incavatum ()
- Euastrum incavatum var. floridense (Scott and Gronblad)
- Euastrum insigne ()
- Euastrum insigne var. insigne ()
- Euastrum insigne var. lobulatum (Prescott and Scott)
- Euastrum insigne var. lacustre ((Messik) Krieger)
- Euastrum insigne var. silesiacum ()
- Euastrum johnsonii ()
- Euastrum johnsonii var. johnsonii ()
- Euastrum johnsonii var. nudum (Prescott)
- Euastrum oculatum ()
- Euastrum oculatum var. oculatum ()
- Euastrum oculatum var. tonsum (West and West)
- Euastrum quadrilobum (Scott and Gronblad)
- Euastrum sibiricum ()
- Euastrum sibiricum var. sibiricum ()
- Euastrum sibiricum var. exsectum ((Gronblad) Krieger)
- Euastrum sibiricum var. reductum (Prescott and Scott)
- Euastrum spinulosum (Delponte)
- Euastrum subhexalobum (West and West)
- Euastrum subhexalobum var. subhexalobum (West and West)
- Euastrum subhexalobum var. scrobiculatum (Gronblad)
- Euastrum wollei (Lagerh.)
- Euastrum wollei var. wollei (Lagerh.)
- Euastrum wollei var. pearlingtonense (Prescott and Scott)
- Euastrum wollei var. cuspidatum (Wolle)
- Euastrum unicocca (Sm.)
- Euastrum ciastonii (Raciborski)
- Euastrum ciastonii var. ciastonii (Raciborski)
- Euastrum ciastonii var. apertisinuatum (Scott and Prescott)
- Euastrum lapponicum (Schmidle)
- Euastrum magnificum (Wolle)
- Euastrum monotanum ()
- Euastrum lutkemulleri (Ducellier)
- Euastrum rostratum (Ralfs)
- Euastrum obeseum (Prescott and Scott)
- Euastrum obeseum var. obeseum (Prescott and Scott)
- Euastrum obeseum var. crassum (Prescott and Scott)
- Euastrum everettense (Wolle)
- Euastrum everettense var. everettense (Prescott and Scott)
- Euastrum gayanum (De Toni)
- Euastrum prescottii (Jackson)
- Euastrum luetkemuelleri (Ducellier)
- Euastrum luetkemuelleri var. luetkemuelleri (Ducellier)
- Euastrum luetkemuelleri var. carniolicum ((Luetkem.) Krieger)
- Euastrum quebecense (Irenee-marie)
- Euastrum ohioense (Taft)

### Groenbladia
- Groenbladia (E. Teiling, 1952)
- Groenbladia taylori (E. Teiling, 1952)
- Groenbladia neglecta ((Raciborski) Teiling)
- Groenbladia neglecta var. neglecta ((Raciborski) Teiling)
- Groenbladia neglecta var. elongata (Scott and Gronblad)

### Hyalotheca
- Hyalotheca (Ehrenberg)
- Hyalotheca mucosa ((Dillw.) Ehrenberg)
- Hyalotheca dissiliens ((Smith) Brebisson)
- Hyalotheca dissiliens var. dissiliens ((Smith) Brebisson)
- Hyalotheca dissiliens var. hians (Wolle)
- Hyalotheca dissiliens var. tatrica (Racib.)
- Hyalotheca dissiliens var. minor (Delponte)
- Hyalotheca undulata (Nordstetd)
- Hyalotheca dubia ()
- Hyalotheca neglecta (Racib.)
- Hyalotheca indica (Turner)
- Hyalotheca laevicincta (Taylor)

### Micrasterias
- Micrasterias (C. A. Agardh Ex Ralfs, 1848)
- * Micrasterias americana ((Ehrenberg) Ralfs)
- * Micrasterias americana var. americana ((Ehrenberg) Ralfs)
- * Micrasterias americana var. boldtii (Gutw. Ralfs)
- * Micrasterias decemdentata ()
- * Micrasterias denticulata (Brebisson)
- * Micrasterias denticulata var. denticulata (Brebisson)
- * Micrasterias denticulata var. angulosa ((Hantz.) West and West)
- * Micrasterias denticulata var. taylori (Krieger)
- * Micrasterias fimbriata (Ralfs)
- * Micrasterias fimbriata var. fimbriata (Ralfs)
- * Micrasterias fimbriata var. spinosa (Bisset)
- * Micrasterias radiata (Hass.)
- * Micrasterias radiata var. radiata (Hass.)
- * Micrasterias radiata var. gracillima (G. M. Smith)
- * Micrasterias radiata var. simplex (Wolle)
- * Micrasterias radiata var. dichotoma ((Wolle) Cushman)
- * Micrasterias radiata var. elegantior ((G. S. West) Croasdale)
- * Micrasterias radiata var. swainei ((Hast.) West and West)
- * Micrasterias rotata ((Greville) Ralfs)
- * Micrasterias rotata var. rotata ((Greville) Ralfs)
- * Micrasterias rotata var. evoluta (Turner)
- * Micrasterias rotata var. nuda (Wolle)
- * Micrasterias sol ((Ehrenberg) Kuetzing)
- * Micrasterias sol var. sol ((Ehrenberg) Kuetzing)
- * Micrasterias sol var. ornata (Nordst.)
- * Micrasterias sol var. murrayi ((W. West and G. S. West) Allorge)
- * Micrasterias thomasiana (Archer)
- * Micrasterias thomasiana var. thomasiana (Archer)
- * Micrasterias thomasiana var. notata ((Nordst.) Groenbl.)
- * Micrasterias thomasiana var. pulcherrima (G. S. West)
- * Micrasterias abrupta (West and West)
- * Micrasterias apiculata ((Ehrenberg) Menegh.)
- * Micrasterias apiculata var. apiculata ((Ehrenberg) Menegh.)
- * Micrasterias apiculata var. fimbriata ((Ralfs) Nordst.)
- * Micrasterias conferta (Lundell)
- * Micrasterias conferta var. conferta (Lundell)
- * Micrasterias conferta var. hamata (Wolle)
- * Micrasterias cruxmelitensis ((Ehrenberg) Hass.)
- * Micrasterias cruxmelitensis var. cruxmelitensis ((Ehrenberg) Hass.)
- * Micrasterias cruxmelitensis var. simplex (Borge)
- * Micrasterias depauperata (Nordst.)
- * Micrasterias depauperata var. depauperata (Nordst.)
- * Micrasterias depauperata var. kitchelii ((Wolle) West and West)
- * Micrasterias depauperata var. wollei (Cushman)
- * Micrasterias laticeps (Nordst.)
- * Micrasterias laticeps var. laticeps (Nordst.)
- * Micrasterias laticeps var. crassa (Prescott)
- * Micrasterias mahabuleshwarensis (Hobson)
- * Micrasterias mahabuleshwarensis var. mahabuleshwarensis (Hobson)
- * Micrasterias mahabuleshwarensis var. serrulata ((Wolle) G. Smith)
- * Micrasterias mahabuleshwarensis var. rigens ((Bailey) Krieger)
- * Micrasterias mahabuleshwarensis var. dichotoma (G. M. Smithieger)
- * Micrasterias muricata ((Bail.) Ralfs)
- * Micrasterias oscitans (Ralfs)
- * Micrasterias oscitans var. oscitans (Ralfs)
- * Micrasterias oscitans var. mucronata ((Dixon) Wille)
- * Micrasterias papillifera (Brebisson)
- * Micrasterias papillifera var. papillifera (Brebisson)
- * Micrasterias papillifera var. glabra ((Nordst.) Dick.)
- * Micrasterias papillifera var. murrayi ((West and West) Kossinsk.)
- * Micrasterias papillifera var. speciosa ((Wolle) Krieger)
- * Micrasterias pinnatifida ((Kuetzing) Ralfs)
- * Micrasterias pinnatifida var. pinnatifida ((Kuetzing) Ralfs)
- * Micrasterias pinnatifida var. pseudoscitans (Groenblad)
- * Micrasterias truncata ((Brebisson) West and West)
- * Micrasterias truncata var. truncata ((Brebisson) West and West)
- * Micrasterias truncata var. crenata ((Brebisson) Reinsch)
- * Micrasterias truncata var. quadrata (Bulnh Reinsch)
- * Micrasterias truncata var. semiradiata ((Nageli) Cleveeinsch)
- * Micrasterias truncata var. pusilla (G. S. West Reinsch)
- * Micrasterias truncata var. convexa (Prescott)
- * Micrasterias truncata var. mauriciana (Irenee-marie)
- * Micrasterias truncata var. neodamensis ((Braun) Dick)
- * Micrasterias truncata var. uralensis (Krieger)
- * Micrasterias radiosa (Ralfs)
- * Micrasterias radiosa var. radiosa (Ralfs)
- * Micrasterias radiosa var. extensa (Prescott and Scott)
- * Micrasterias radiosa var. ornata ()
- * Micrasterias foliacea (Bailey)
- * Micrasterias foliacea var. foliacea (Bailey)
- * Micrasterias foliacea var. ornata (Nordstedt)
- * Micrasterias furcata ((Agardh) Ralfs)
- * Micrasterias johnsonii (Turpin)
- * Micrasterias johnsonii var. johnsonii (Turpin)
- * Micrasterias johnsonii var. ranoides ((Salisb.) Krieger)
- * Micrasterias pseudofurcata (Wolle)
- * Micrasterias pseudofurcata var. pseudofurcata (Wolle)
- * Micrasterias pseudofurcata var. minor (Wolle)
- * Micrasterias arcuata ((Bailey) Nordst.)
- * Micrasterias arcuata var. arcuata ((Bailey) Nordst.)
- * Micrasterias arcuata var. robusta (Borge)
- * Micrasterias jenneri (Ralfs)
- * Micrasterias jenneri var. jenneri (Ralfs)
- * Micrasterias jenneri var. simplex (West)
- * Micrasterias piquata (Salisbury)
- * Micrasterias tetraptera (West and West)
- * Micrasterias tetraptera var. tetraptera (West and West)
- * Micrasterias tetraptera var. angulosa ()
- * Micrasterias torreyi (Bailey and Ralfs)
- * Micrasterias triangularis (Wolle)
- * Micrasterias verrucosa (Bisset In Roy and Bisset)
- * Micrasterias brachyptera (Lundell)
- * Micrasterias radians (Turner)
- * Micrasterias pygmaeum ((Brebisson) West and West)
- * Micrasterias pygmaeum var. pygmaeum ((Brebisson) West and West)
- * Micrasterias pygmaeum var. monile ((Turner) West and West)

### Penium
- Penium (Brebisson Ex Ralfs. 1848)

- Penium cylindrus ((Ehrenberg) Brebisson)
- Penium cylindrus var. cylindrus ((Ehrenberg) Brebisson)
- Penium cylindrus var. subtruncatum (Schmidle)
- Penium exiguum ()
- Penium libellula ()
- Penium spinospermum ()
- Penium spirostriolatum (Barker)
- Penium margaritaceum ((Ehrenberg) Brebisson)
- Penium margaritaceum var. margaritaceum ((Ehrenberg) Brebisson)
- Penium margaritaceum var. elongatum (Klebs)
- Penium minutum ()
- Penium didymocarpum (Lundell)
- Penium polymorphum (Perty)
- Penium phymatosporum (Nordst.)
- Penium spinulosum ((Wolle) Gerrath)
- Penium silvaenigrae (Rabanus)
- Penium silvaenigrae var. silvaenigrae (Rabanus)
- Penium silvaenigrae var. parallelum (Krieger)
- Penium oblongum (De Bary)
- Penium rupestre (Kuetzing)
- Penium costatum (Hodgetts)

### Pleurotaenium
- Pleurotaenium (Naegeli, 1849)
- Pleurotaenium trabecula ((Ehrenberg) Naegeli)
- Pleurotaenium trabecula var. trabecula ((Ehrenberg) Naegeli)
- Pleurotaenium trabecula var. crassum (Wittr.)
- Pleurotaenium trabecula var. elongatum (Cedergren)
- Pleurotaenium trabecula var. rectum ((Brebisson) West and West)
- Pleurotaenium trabecula var. maxima ((Reinsch) Roll.)
- Pleurotaenium trabecula var. truncatum ((Brebisson) Naegeli)
- Pleurotaenium ehrenbergii ((Brebisson) De Bary)
- Pleurotaenium ehrenbergii var. ehrenbergii ((Brebisson) De Bary)
- Pleurotaenium ehrenbergii var. attenuatum (Krieger)
- Pleurotaenium ehrenbergii var. undulatum (Schaarschmidt)
- Pleurotaenium gloriosum ()
- Pleurotaenium maximum ((Reinsch) Lundell)
- Pleurotaenium minutum ((Ralfs) Delp)
- Pleurotaenium minutum var. minutum ((Ralfs) Delp)
- Pleurotaenium minutum var. excavatum (Scott and Groenblad)
- Pleurotaenium minutum var. elongatum ((West and West) Cedergren)
- Pleurotaenium minutum var. gracile ((Wille) Krieger)
- Pleurotaenium nodosum ((Bailey) Lundell)
- Pleurotaenium nodosum var. nodosum ((Bailey) Lundell)
- Pleurotaenium nodosum var. borgei (Groenblad)
- Pleurotaenium subcoronulatum (Turner)
- Pleurotaenium subcoronulatum var. subcoronulatum (Turner)
- Pleurotaenium subcoronulatum var. dentum (West and West)
- Pleurotaenium tridentulum ()
- Pleurotaenium trochiscum (West and West)
- Pleurotaenium coronatum ((Brebisson) Rabenhorst)
- Pleurotaenium constrictum ((Bailey) Wood)
- Pleurotaenium baculoides ((Roy and Biss) Playfair)
- Pleurotaenium eugeneum ((Turner) West and West)
- Pleurotaenium eugeneum var. eugeneum ((Turner) West and West)
- Pleurotaenium eugeneum var. capense (Hodgetts)
- Pleurotaenium inconspicuum (West)
- Pleurotaenium indicum ((Grunow) Lundell)
- Pleurotaenium nodolosum ((Brebisson) Debary)

### Phymatodocis
- Phymatodocis (Nordstedt, 1877)
- Phymatodocis alternans ()
- Phymatodocis nordstedtiana ()

### Sphaerozosma
- Sphaerozosma (Corda Ex Ralfs, 1848)

- Sphaerozosma laeve ((Nordst.) Thom.)
- Sphaerozosma laeve var. laeve ((Nordst.) Thom.)
- Sphaerozosma laeve var. latum ((W. West) Tiel.)
- Sphaerozosma filiformis ((Ehrenberg) Bourrelly)
- Sphaerozosma vertebratum ((Brebisson) Ralfs)
- Sphaerozosma vertebratum var. vertebratum ((Brebisson) Ralfs)
- Sphaerozosma vertebratum var. minor (Turpin)
- Sphaerozosma wallichii (Jacobs)
- Sphaerozosma aubertianum (Turpin)
- Sphaerozosma aubertianum var. aubertianum (Turpin)
- Sphaerozosma aubertianum var. archeri ((Gutw.) West and West)
- Sphaerozosma exiguum (Turner)
- Sphaerozosma punctulatum (West and West)
- Sphaerozosma granulatum (Roy and Bissett)

### Spinoclosterium
- Spinoclosterium (C. Bernard, 1909)
- Spinoclosterium curvatum (C. Bernard, 1909)
- Spinoclosterium cuspidatum ((Bailey) Hirano)

### Spinocosmarium
- Spinocosmarium (Prescott and Scott, 1942)
- Spinocosmarium quadridens ((Wood) Prescott)

### Spondylosium
- Spondylosium (Brebisson Ex Ralfs, 1848)

- Spondylosium maniliforme (Gronblad)
- Spondylosium maniliforme var. maniliforme (Gronblad)
- Spondylosium maniliforme var. reniforme (Gronblad)
- Spondylosium planum ((Wolle) West and West)
- Spondylosium pulchrum ((Bailey) Archer)
- Spondylosium pygmaeum ((Brebisson) West and West)
- Spondylosium luetkemulleri (Groen.)
- Spondylosium nitens ((Wall.) Archer)
- Spondylosium nitens var. nitens ((Wall.) Archer)
- Spondylosium nitens var. triangulare (Turner)
- Spondylosium papillosum (West and West)
- Spondylosium puchellum (Archer)
- Spondylosium granulatum (Roy and Bisset)
- Spondylosium rectangulare ((Wolle) West and West)

### Staurodesmus
- Staurodesmus (Teiling, 1948)
- * Staurodesmus aristiferus ((Ralfs) Thom.)
- * Staurodesmus aristiferus var. aristiferus ((Ralfs) Thom.)
- * Staurodesmus aristiferus var. protuberans ((West and West) Teil.)
- * Staurodesmus aversus ((Lundell) Lillier)
- * Staurodesmus clepsydra ((Nordstedt) Teiling)
- * Staurodesmus connatus ((Lundell) Thom.)
- * Staurodesmus connatus var. connatus ((Lundell) Thom.)
- * Staurodesmus connatus var. validus (Turpin)
- * Staurodesmus convergens ((Ehrenberg) Teil.)
- * Staurodesmus convergens var. wollei (Irenee-marie)
- * Staurodesmus corniculatum ((Lundell) Teil.)
- * Staurastrum corniculatum (Lundell)
- * Staurodesmus crassus ((West and West) Florin)
- * Staurodesmus cuspidatus ((Brebisson) Teil.)
- * Staurodesmus cuspidatus var. cuspidatus ((Brebisson) Teil.)
- * Staurodesmus cuspidatus var. curvatum ((W. West) Tiel.)
- * Staurodesmus dejectus ((Brebisson) Teil.)
- * Staurodesmus dejectus var. dejectus ((Brebisson) Teil.)
- * Staurodesmus dejectus var. apiculatum ((Brebisson) Teil.)
- * Staurodesmus extensus ((Borge) Teil.)
- * Staurodesmus extensus var. extensus ((Borge) Teil.)
- * Staurodesmus extensus var. joshuae ((Gutw.) Teil.)
- * Staurodesmus glaber ((Ehrenberg) Teil.)
- * Staurodesmus glaber var. glaber ((Ehrenberg) Teil.)
- * Staurodesmus glaber var. ralfsii ((West and West) Teil.)
- * Staurodesmus grandis ((Brebisson) West and West)
- * Staurodesmus incus ((Brebisson) Teil.)
- * Staurodesmus incus var. incus ((Brebisson) Teil.)
- * Staurodesmus incus var. minor ((Brebisson) Hassall)
- * Staurodesmus incus var. ralfsii ((West and West) Teil.)
- * Staurodesmus indentatus ((West and West) Teiling)
- * Staurodesmus insignis ((Lundell) Teil)
- * Staurodesmus jaculiferus ((W. West) Teil.)
- * Staurodesmus lanceolatus ((Archer) Croasd.)
- * Staurodesmus mamillatus ((Nordst.) Teil.)
- * Staurodesmus megacanthus ((Lundell) Thunm.)
- * Staurodesmus megacanthus var. megacanthus ((Lundell) Thunm.)
- * Staurodesmus megacanthus var. scotius ((West and West) Lill.)
- * Staurodesmus mucronatus ((Ralfs) Croasd.)
- * Staurodesmus mucronatus var. mucronatus ((Ralfs) Croasd.)
- * Staurodesmus mucronatus var. subtriangularis ((West and West) Croasd.)
- * Staurodesmus omearii ((Archer) Teil.)
- * Staurodesmus pachyrhynchus ((Nordst.) Teil.)
- * Staurodesmus phimus ((Turner) Thom.)
- * Staurodesmus subpygmaeus ((W. West) Croasd.)
- * Staurodesmus subtriangularis ((Borge) Teil.)
- * Staurodesmus subulatus ((Kuetzing) Croasd.)
- * Staurodesmus subulatus var. subulatus ((Kuetzing) Croasd.)
- * Staurodesmus subulatus var. nordstedtii ((G. M. Smith) Teil.)
- * Staurodesmus triangularis ((Lagerheim) Teiling)
- * Staurodesmus triangularis var. triangularis ((Lagerheim) Teiling)
- * Staurodesmus triangularis var. rotundatus (Turpin)
- * Staurodesmus triangularis var. subparrallelus ((G. M. Smith) Teiling)
- * Staurodesmus constrictus ((G. M. Smith) Teiling)
- * Staurodesmus majusculus ((Wolle) Bourrelly)
- * Staurodesmus sellatus ()
- * Staurodesmus subvalidus ((Groenblad) Bourrelly)

### Staurastrum
- Staurastrum (Meyen Ex J. Ralfs, 1848)
- * Staurastrum connatum (Roy and Biss.)
- * Staurastrum apiculatum (Brebisson)
- * Staurastrum avicula (Brebisson)
- * Staurastrum chaetoceros ((Schroed.) Smith)
- * Staurastrum chaetoceros var. chaetoceros ((Schroed.) Smith)
- * Staurastrum chaetoceros var. triradiata (Jackson)
- * Staurastrum gracile (Ralfs)
- * Staurastrum gracile var. gracile (Ralfs)
- * Staurastrum gracile var. coronulatum (Boldt)
- * Staurastrum gracile var. nanum (Wille)
- * Staurastrum gracile var. elongatum (West and West)
- * Staurastrum arachne (Ralfs)
- * Staurastrum arachne var. arachne (Ralfs)
- * Staurastrum arachne var. arachnoides (Turpin)
- * Staurastrum arachne var. curvatum (Turpin)
- * Staurastrum arctiscon ((Ehrenberg) Lund.)
- * Staurastrum arctiscon var. arctiscon ((Ehrenberg) Lund.)
- * Staurastrum arctiscon var. glabrum (Turpin)
- * Staurastrum arctiscon var. truncatum (Irenee-marie)
- * Staurastrum aspinosum ()
- * Staurastrum aspinosum var. aspinosum ()
- * Staurastrum aspinosum var. verrucosum (G. M. Smith)
- * Staurastrum bieneanum (Rabh.)
- * Staurastrum bieneanum var. bieneanum (Rabh.)
- * Staurastrum bieneanum var. ellipticum (Wille)
- * Staurastrum botrophilum (Wolle)
- * Staurastrum brachiatum (Ralfs)
- * Staurastrum brasiliense (Nordst.)
- * Staurastrum brasiliense var. brasiliense (Nordst.)
- * Staurastrum brasiliense var. lundellii (West and West)
- * Staurastrum breviaculeatum ()
- * Staurastrum capitulum ()
- * Staurastrum cerastes (Lundell)
- * Staurastrum cerastes var. cerastes (Lundell)
- * Staurastrum cerastes var. triradiatum (G. M. Smith)
- * Staurastrum chaetoceras ((Shrod.) G. M. Smith)
- * Staurastrum cingulum ((W. West and G. S. West) G. M. Smith)
- * Staurastrum cingulum var. cingulum ((W. West and G. S. West) G. M. Smith)
- * Staurastrum cingulum var. obesum (G. M. Smith)
- * Staurastrum cingulum var. tortum (G. M. Smith)
- * Staurastrum comptum ()
- * Staurastrum cyrtocerum (Brebisson)
- * Staurastrum dejectum (Brebisson)
- * Staurastrum dejectum var. dejectum (Brebisson)
- * Staurastrum dejectum var. tellami (Turpin)
- * Staurastrum dejectum var. apiculatum ((Brebisson) Lundell)
- * Staurastrum dejectum var. patens (Nordstedt)
- * Staurastrum dejectum var. robustum ((Messik.) Jackson)
- * Staurastrum dilatatum (Ehrenberg)
- * Staurastrum dilatatum var. dilatatum (Ehrenberg)
- * Staurastrum dilatatum var. fusiforme (Jackson)
- * Staurastrum echinatum ()
- * Staurastrum elongatum (Barker)
- * Staurastrum floriferum ()
- * Staurastrum forticulatum (Lundell)
- * Staurastrum furcigerum (Brebisson)
- * Staurastrum furcigerum var. furcigerum (Brebisson)
- * Staurastrum furcigerum var. armigera ((Brebisson) Nordstedt)
- * Staurastrum furcigerum var. eustephanum ((Ehrenberg) Nordstedt)
- * Staurastrum glabrum ()
- * Staurastrum gladiosum (Turner)
- * Staurastrum gladiosum var. gladiosum (Turner)
- * Staurastrum gladiosum var. ornata (Laport)
- * Staurastrum hexacerum ((Ehrenberg) Wittr.)
- * Staurastrum hexacerum var. hexacerum ((Ehrenberg) Wittr.)
- * Staurastrum hexacerum var. aversum (West and West)
- * Staurastrum hirsutum ((Ehrenberg) Brebisson)
- * Staurastrum leptocladum (Nordstedt)
- * Staurastrum leptocladum var. leptocladum (Nordstedt)
- * Staurastrum leptocladum var. insigne (West and West)
- * Staurastrum leptocladum var. cornutum (Wille)
- * Staurastrum leptocladum var. denticulatum (G. M. Smith)
- * Staurastrum leptocladum var. sinuatum (Wolle)
- * Staurastrum leptocladum var. subinsigne ()
- * Staurastrum limneticum (Schmidle)
- * Staurastrum limneticum var. limneticum (Schmidle)
- * Staurastrum limneticum var. cornutum (G. M. Smith)
- * Staurastrum limneticum var. burmense (Turpin)
- * Staurastrum limneticum var. tetragona (G. M. Smith)
- * Staurastrum manfeldtii (Delp.)
- * Staurastrum manfeldtii var. manfeldtii (Delp.)
- * Staurastrum manfeldtii var. annulatum (West and West)
- * Staurastrum manfeldtii var. fluminense (Schumacher)
- * Staurastrum margaritaceum ((Ehrenberg) Menegh.)
- * Staurastrum margaritaceum var. margaritaceum ((Ehrenberg) Menegh.)
- * Staurastrum margaritaceum var. alpinum (Schm.)
- * Staurastrum margaritaceum var. robustum (West and West)
- * Staurastrum megacanthum (Lundell)
- * Staurastrum meriani (Reinsch)
- * Staurastrum minnesotense (Wolle)
- * Staurastrum minnesotense var. minnesotense (Wolle)
- * Staurastrum minnesotense var. depauperatum (Irenee-marie)
- * Staurastrum monticulosum (Brebisson)
- * Staurastrum muticum (Brebisson)
- * Staurastrum muticum var. muticum (Brebisson)
- * Staurastrum muticum var. minor (Wolle)
- * Staurastrum ophiura (Lundell)
- * Staurastrum ophiura var. ophiura (Lundell)
- * Staurastrum ophiura var. cambricum (West and West)
- * Staurastrum ophiura var. pentacerum (Wolle)
- * Staurastrum ophiura var. tetracerum (Wolle)
- * Staurastrum orbiculare (Ralfs)
- * Staurastrum orbiculare var. orbiculare (Ralfs)
- * Staurastrum orbiculare var. depressum (Roy and Biss.)
- * Staurastrum orbiculare var. extensum (Nordst.)
- * Staurastrum orbiculare var. hibernicum (West and West)
- * Staurastrum orbiculare var. ralfsii (West and West)
- * Staurastrum orbiculare var. protractum (Playfair)
- * Staurastrum ornithopodum ()
- * Staurastrum paradoxum (Meyer)
- * Staurastrum paradoxum var. paradoxum (Meyer)
- * Staurastrum paradoxum var. evolutum (West and West)
- * Staurastrum paradoxum var. longipes (Nordstedt)
- * Staurastrum paradoxum var. nodulosum (Turpin)
- * Staurastrum paradoxum var. parvum (Turpin)
- * Staurastrum pentacerum ((Wille) G. M. Smith)
- * Staurastrum pentacerum var. pentacerum ((Wille) G. M. Smith)
- * Staurastrum pentacerum var. major (G. M. Smith)
- * Staurastrum pentacerum var. obesum (G. M. Smith)
- * Staurastrum pentacerum var. tetracerum ((Wolle) G. M. Smith)
- * Staurastrum protectum (West and West)
- * Staurastrum protectum var. protectum (West and West)
- * Staurastrum protectum var. planctonicum (G. M. Smith)
- * Staurastrum punctulatum (Brebisson)
- * Staurastrum punctulatum var. punctulatum (Brebisson)
- * Staurastrum punctulatum var. kjellmani (Wille)
- * Staurastrum quadricuspinatum ()
- * Staurastrum ravenellii ()
- * Staurastrum rugosum (Irenee-marie)
- * Staurastrum rugosum var. rugosum (Irenee-marie)
- * Staurastrum rugosum var. coronulatum ((Wade) Jackson)
- * Staurastrum setigerum (Cleve)
- * Staurastrum setigerum var. setigerum (Cleve)
- * Staurastrum setigerum var. brevispinum (G. M. Smith)
- * Staurastrum setigerum var. pectinatum (Turpin)
- * Staurastrum setigerum var. alaskanum (Croasdale)
- * Staurastrum setigerum var. occidentale (West and West)
- * Staurastrum spiculiferum ()
- * Staurastrum sponglosum ()
- * Staurastrum subcruciatum (Cooke and Wills)
- * Staurastrum tetracerum (Ralfs)
- * Staurastrum tetracerum var. tetracerum (Ralfs)
- * Staurastrum tetracerum var. trigona (Lundell)
- * Staurastrum tetracerum var. validum (West and West)
- * Staurastrum tohopekaligense (Wolle)
- * Staurastrum tohopekaligense var. tohopekaligense (Wolle)
- * Staurastrum tohopekaligense var. trifurcata (Turpin)
- * Staurastrum trifidum (Turpin)
- * Staurastrum trifidum var. trifidum (Turpin)
- * Staurastrum trifidum var. inflexum (Turpin)
- * Staurastrum turgescens (De Not)
- * Staurastrum vestitum (Ralfs)
- * Staurastrum vestitum var. vestitum (Ralfs)
- * Staurastrum vestitum var. subanatinum ((Turpin) Ralfs)
- * Staurastrum alternans (Brebisson)
- * Staurastrum americanum ((W. West and G. S. West) G. M. Smith)
- * Staurastrum americanum var. americanum ((W. West and G. S. West) G. M. Smith)
- * Staurastrum americanum var. triradiatum (G. M. Smith)
- * Staurastrum americanum var. longiradiatum (G. M. Smith)
- * Staurastrum acarides (Nordst.)
- * Staurastrum aculeatum ((Ehrenberg) Menegh.)
- * Staurastrum anatinum (Cooke and Wills)
- * Staurastrum anatinum var. anatinum (Cooke and Wills)
- * Staurastrum anatinum var. biradiatum (Turpin)
- * Staurastrum anatinum var. denticulatum (G. M. Smith)
- * Staurastrum anatinum var. grande (West and West)
- * Staurastrum anatinum var. lagerheimii ((Schmidle) West and West)
- * Staurastrum anatinum var. curtum (G. M. Smith)
- * Staurastrum anatinum var. longibrachiatum (Turpin)
- * Staurastrum anatinum var. truncatum (West)
- * Staurastrum arcuatum (Nordstedt)
- * Staurastrum arcuatum var. arcuatum (Nordstedt)
- * Staurastrum arcuatum var. aciculiferum (West and West)
- * Staurastrum arcuatum var. guitanense (West)
- * Staurastrum arnellii (Boldt)
- * Staurastrum bicorne (Hauptfl.)
- * Staurastrum brachycerum (Brebisson)
- * Staurastrum brebissonii (Archer)
- * Staurastrum brebissonii var. brebissonii (Archer)
- * Staurastrum brebissonii var. brevispinum (Turpin)
- * Staurastrum brebissonii var. paucispinum (G. M. Smith)
- * Staurastrum brebissonii var. truncatum (Groenblad)
- * Staurastrum claviferum (Turpin)
- * Staurastrum clevei ((Wittr.) Roy and Biss.)
- * Staurastrum coarctatum (Brebisson)
- * Staurastrum coarctatum var. coarctatum (Brebisson)
- * Staurastrum coarctatum var. subcurtum (Nordstedt)
- * Staurastrum controversum (Brebisson)
- * Staurastrum crenulatum ((Naegeli) Delp.)
- * Staurastrum crenulatum var. crenulatum ((Naegeli) Delp.)
- * Staurastrum crenulatum var. timidulum (Insam and Krieger)
- * Staurastrum cuneatum (Wolle)
- * Staurastrum denticulatum ((Naegeli) Archer)
- * Staurastrum dispar (Brebisson)
- * Staurastrum disputatum (West and West)
- * Staurastrum distentum (Wolle)
- * Staurastrum duacense (West and West)
- * Staurastrum dubium (Turpin)
- * Staurastrum eboracense (Turner)
- * Staurastrum fissum (Turner)
- * Staurastrum furcatum ((Ehrenberg) Brebisson)
- * Staurastrum gemelliparum (Nordst.)
- * Staurastrum grallatorium (Nordst.)
- * Staurastrum grallatorium var. grallatorium (Nordst.)
- * Staurastrum grallatorium var. forcipigerum (Lagerheim)
- * Staurastrum granulosum ((Ehrenberg) Ralfs)
- * Staurastrum hystrix (Ralfs)
- * Staurastrum inconspicuum (Nordstedt)
- * Staurastrum inconspicuum var. inconspicuum (Nordstedt)
- * Staurastrum inconspicuum var. crassum (Gay)
- * Staurastrum inflexum (Brebisson)
- * Staurastrum iotanum (Wolle)
- * Staurastrum iotanum var. iotanum (Wolle)
- * Staurastrum iotanum var. tortum (Teiling)
- * Staurastrum johnsonii (West and West)
- * Staurastrum leptacanthum (Nordst.)
- * Staurastrum longiradiatum (West and West)
- * Staurastrum longispinum ((Bailey) Archer)
- * Staurastrum maamense (Archer)
- * Staurastrum maamense var. maamense (Archer)
- * Staurastrum maamense var. atypicum (Magnotta)
- * Staurastrum lunatum (Ralfs)
- * Staurastrum lunatum var. lunatum (Ralfs)
- * Staurastrum lunatum var. planctonicum (West and West)
- * Staurastrum muricatum (Brebisson)
- * Staurastrum natator (Turpin)
- * Staurastrum natator var. natator (Turpin)
- * Staurastrum natator var. rhomboideum (Carter)
- * Staurastrum natator var. crassum ()
- * Staurastrum neglectum (G. West)
- * Staurastrum picum (West and West)
- * Staurastrum pilosum ((Naegeli) Archer)
- * Staurastrum planctonicum (Teiling)
- * Staurastrum planctonicum var. planctonicum (Teiling)
- * Staurastrum planctonicum var. ornatum ((Groenblad) Teiling)
- * Staurastrum polymorphum (Brebisson)
- * Staurastrum polymorphum var. polymorphum (Brebisson)
- * Staurastrum polymorphum var. munitum (Turpin)
- * Staurastrum polytrichum ((Perty) Rabenhorst)
- * Staurastrum polytrichum var. polytrichum ((Perty) Rabenhorst)
- * Staurastrum polytrichum var. biseriatum (Kaiser)
- * Staurastrum polytrichum var. ornatum (Taft)
- * Staurastrum proboscidium ((Brebisson) Archer)
- * Staurastrum pseudopelagicum (West and West)
- * Staurastrum pseudopelagicum var. pseudopelagicum (West and West)
- * Staurastrum pseudopelagicum var. minor (G. M. Smith)
- * Staurastrum pseudosebaldi (Wille)
- * Staurastrum pseudosebaldi var. pseudosebaldi (Wille)
- * Staurastrum pseudosebaldi var. simplicius (Turpin)
- * Staurastrum pseudotetracerum ((Nordst.) West and West)
- * Staurastrum pungens (Brebisson)
- * Staurastrum pyramidatum (Turpin)
- * Staurastrum pyramidatum var. pyramidatum (Turpin)
- * Staurastrum pyramidatum var. transitorium (Heimerl.)
- * Staurastrum quadrangulare (Brebisson)
- * Staurastrum quadrangulare var. quadrangulare (Brebisson)
- * Staurastrum quadrangulare var. armatum (Turpin)
- * Staurastrum quadrispinatum (Turner)
- * Staurastrum scabrum (Brebisson)
- * Staurastrum sebaldi (Reinsch)
- * Staurastrum sebaldi var. sebaldi (Reinsch)
- * Staurastrum sebaldi var. ornatum (Nordst.)
- * Staurastrum sexcostatum (Brebisson)
- * Staurastrum sexcostatum var. sexcostatum (BrΘb.)
- * Staurastrum sexcostatum var. productum (Turpin)
- * Staurastrum simonyi (Heimerl.)
- * Staurastrum spongiosum (Brebisson)
- * Staurastrum striolatum ((Naegeli) Archer)
- * Staurastrum subgracillimum (West and West)
- * Staurastrum subscabrum (Nordst.)
- * Staurastrum teliferum (Ralfs)
- * Staurastrum vesiculatum (Wolle)
- * Staurastrum ankyroides (Wolle)
- * Staurastrum bullardii (G. M. Smith)
- * Staurastrum freemanii (West and West)
- * Staurastrum inconspicum (Nordstedt)
- * Staurastrum jaculiferum (West)
- * Staurastrum jaculiferum var. jaculiferum (West)
- * Staurastrum jaculiferum var. excavatum (West and West)
- * Staurastrum lacustre (Smith)
- * Staurastrum longibrachiatum ((Borge) Gutwinski)
- * Staurastrum longibrachiatum var. longibrachiatum (West and West)
- * Staurastrum longibrachiatum var. mistassiniense (Irenee-marie)
- * Staurastrum longimum (Turpin)
- * Staurastrum longimum var. longimum (Turpin)
- * Staurastrum longimum var. spiniferum (Scott and Groenblad)
- * Staurastrum longipes ((Nordstedt) Teiling)
- * Staurastrum odonatum (Wolle)
- * Staurastrum pachyrhynchum (Nordstedt)
- * Staurastrum pachyrhynchum var. pachyrhynchum (Nordstedt)
- * Staurastrum pachyrhynchum var. convergens (Raciborski)
- * Staurastrum producta (Grunow)
- * Staurastrum pseudoitanum (Gronblad)
- * Staurastrum rotula (Nordstedt)
- * Staurastrum sexangulare (Lundell)
- * Staurastrum sexangulare var. sexangulare (Lundell)
- * Staurastrum sexangulare var. minima (Nordstedt)
- * Staurastrum subcuciatum (Cooke and Wills)
- * Staurastrum sublaevispinum (West)
- * Staurastrum sublongipes (G. M. Smith)
- * Staurastrum subnudibrachiatum (Turpin)
- * Staurastrum wildemanii (Gutwinski)
- * Staurastrum depressiceps ()
- * Staurastrum depressiceps var. depressiceps ()
- * Staurastrum depressiceps var. planiceps ()
- * Staurastrum punctatum ()
- * Staurastrum punctatum var. punctatum ()
- * Staurastrum punctatum var. pygmaeum ((Brebisson) West and West)
- * Staurastrum retangulare ()
- * Staurastrum retangulare var. retangulare ()
- * Staurastrum retangulare var. quadricornutum (Prescott and Scott)
- * Staurastrum retusum (Turpin)
- * Staurastrum trihedrale (Wolle)
- * Staurastrum pinnatum ()
- * Staurastrum pinnatum var. pinnatum ()
- * Staurastrum pinnatum var. reductum (Krieger)
- * Staurastrum affine (West and West)
- * Staurastrum aristiferum (Ralfs)
- * Staurastrum aristiferum var. aristiferum (Ralfs)
- * Staurastrum aristiferum var. prescottii (Irenee-marie)
- * Staurastrum boldtianum (Groenblad)
- * Staurastrum boreale (West and West)
- * Staurastrum varians (Raciborski)
- * Staurastrum unicorne (Turner)
- * Staurastrum cristatum ((Naegeli) Archer)
- * Staurastrum cristatum var. cristatum ((Naegeli) Archer)
- * Staurastrum cristatum var. japonicum (Hirano)
- * Staurastrum curvatum (West)
- * Staurastrum curvatum var. curvatum (West)
- * Staurastrum curvatum var. brevispinum (Nygaard)
- * Staurastrum curvirostrum (Turner)
- * Staurastrum dakotii (Taft)
- * Staurastrum tumidum (Brebisson)
- * Staurastrum dickiei (Ralfs)
- * Staurastrum dickiei var. dickiei (Ralfs)
- * Staurastrum dickiei var. circulare (Turner)
- * Staurastrum dickiei var. latum (Hirano)
- * Staurastrum dickiei var. maximum (West)
- * Staurastrum dickiei var. rhomboideum (West and West)
- * Staurastrum thunmarkii (Teiling)
- * Staurastrum dybowskii (Woloszynska)
- * Staurastrum erasum (Brebisson)
- * Staurastrum forficulatum (Lundell)
- * Staurastrum forficulatum var. forficulatum (Lundell)
- * Staurastrum forficulatum var. cornutiforme (Wade)
- * Staurastrum forficulatum var. heteracanthum (Groenblad)
- * Staurastrum forficulatum var. subheteroplophorum (Groenblad)
- * Staurastrum galeatum (Turner)
- * Staurastrum gmelliparum (Nordstedt)
- * Staurastrum grande (Bulnheim)
- * Staurastrum grande var. grande (Bulnheim)
- * Staurastrum grande var. parvum (West)
- * Staurastrum groenbladii (Skuja)
- * Staurastrum gurgeliense (Schmidle)
- * Staurastrum hantzschii (Reinsch)
- * Staurastrum heimerlianum (Luetkemueller)
- * Staurastrum irregulare (West)
- * Staurastrum laeve (Ralfs)
- * Staurastrum laeve var. laeve (Ralfs)
- * Staurastrum laeve var. latidivergens (Scott and Groenblad)
- * Staurastrum lapponicum ((Schmidle) Groenblad)
- * Staurastrum lapponicum var. lapponicum ((Schmidle) Groenblad)
- * Staurastrum lapponicum var. depressum (Jackson)
- * Staurastrum pterosporum (Lundell)
- * Staurastrum longiradiata (West)
- * Staurastrum louisianicum (Scott and Groenblad)
- * Staurastrum mamillatum (Nordstedt)
- * Staurastrum messikommeri (Lundberg)
- * Staurastrum messikommeri var. messikommeri (Lundberg)
- * Staurastrum messikommeri var. urnaeforme (Lundberg)
- * Staurastrum micron (West and West)
- * Staurastrum micron var. micron (West and West)
- * Staurastrum micron var. biradiata (Irenee-marie)
- * Staurastrum mucronatum (Ralfs)
- * Staurastrum mucronatum var. mucronatum (Ralfs)
- * Staurastrum mucronatum var. subtriangularis (West and West)
- * Staurastrum omearii (Archer)
- * Staurastrum pingue (Teiling)
- * Staurastrum pingue var. pingue (Teiling)
- * Staurastrum pingue var. tridentata (Nygaard)
- * Staurastrum senarium ((Ehrenberg) Ralfs)
- * Staurastrum polinicum (Raciborske)
- * Staurastrum polinicum var. polinicum (Raciborske)
- * Staurastrum polinicum var. coronulatum (Prescott)
- * Staurastrum pygmaeum (Brebisson)
- * Staurastrum pygmaeum var. pygmaeum (Brebisson)
- * Staurastrum pygmaeum var. major (Wille)
- * Staurastrum peleii (Taft)
- * Staurastrum ornatum (Turner)
- * Staurastrum ornatum var. ornatum (Turner)
- * Staurastrum ornatum var. asperum ((Perty) Schmidle)
- * Staurastrum brevispinum ()
- * Staurastrum brevispinum var. brevispinum ()
- * Staurastrum brevispinum var. canadense (Taft)
- * Staurastrum bicoronatum (Johnson)
- * Staurastrum bicoronatum var. bicoronatum (Johnson)
- * Staurastrum bicoronatum var. tridentatum (Taft)

### Tetmemorus
- Tetmemorus (Ralfs, 1848)
- * Tetmemorus brebissonii ((Menegh.) Ralfs)
- * Tetmemorus brebissonii var. brebissonii ((Menegh.) Ralfs)
- * Tetmemorus brebissonii var. minor (De Bary)
- * Tetmemorus granulatus ((Brebisson) Ralfs)
- * Tetmemorus granulatus var. granulatus ((Brebisson) Ralfs)
- * Tetmemorus granulatus var. attenuatus (Turpin)
- * Tetmemorus laevis ((Kuetzing) Ralfs)
- * Tetmemorus laevis var. laevis ((Keutzing) Ralfs)
- * Tetmemorus laevis var. borgei (Forster)
- * Tetmemorus minutus ()

### Triploceras
- Triploceras (Bailey, 1851)
- Triploceras gracile (Bailey)
- Triploceras gracile var. gracile (Bailey)
- Triploceras gracile var. bidentatum (Nordst.)
- Triploceras verticillatum (Bailey)

### Xanthidium
- Xanthidium (Ehrenberg)
- * Xanthidium antilopaeum ((Brebisson) Kuetzing)
- * Xanthidium antilopaeum var. antilopaeum ((Brebisson) Kuetzing)
- * Xanthidium antilopaeum var. depauperatum ()
- * Xanthidium antilopaeum var. hebridarum (West and West)
- * Xanthidium antilopaeum var. minneapoliense (Wolle)
- * Xanthidium antilopaeum var. polymazum (Nordstedt)
- * Xanthidium antilopaeum var. laeve (Groenblad)
- * Xanthidium antilopaeum var. lemneticum (Nordstedt)
- * Xanthidium antilopaeum var. floridense (Scott and Gronblad)
- * Xanthidium antilopaeum var. crameri (Groenblad)
- * Xanthidium antilopaeum var. planum (Roll.)
- * Xanthidium fasciculatum ((Ehrenberg) Ralfs)
- * Xanthidium fasciculatum var. fasciculatum ((Ehrenberg) Ralfs)
- * Xanthidium fasciculatum var. hexagonum (Wolle)
- * Xanthidium fasciculatum var. oronense (West and West)
- * Xanthidium armatum ((Brebisson) Rabh.)
- * Xanthidium armatum var. armatum ((Brebisson) Rabh.)
- * Xanthidium armatum var. cervicorne (Turpin)
- * Xanthidium armatum var. fissum (Nordstedt)
- * Xanthidium armatum var. mediolaeve (G. M. Smith)
- * Xanthidium cristatum (Brebisson)
- * Xanthidium cristatum var. cristatum (Brebisson)
- * Xanthidium cristatum var. uncinatum (Brebisson)
- * Xanthidium cristatum var. leiodermum ((Roy and Biss.) Turner)
- * Xanthidium cristatum var. hipparguii (Irenee-marie)
- * Xanthidium cristatum var. papilliferum (Irenee-marie)
- * Xanthidium subhastiferum (Turpin)
- * Xanthidium subhastiferum var. subhautiferum (Turpin)
- * Xanthidium subhastiferum var. towerii ((Brebisson) West and West)
- * Xanthidium pensylvanicum ()
- * Xanthidium concinnum (Archer)
- * Xanthidium concinnum var. concinnum (Archer)
- * Xanthidium concinnum var. boldtiana (Turpin)
- * Xanthidium pseudobengalicum (West)
- * Xanthidium brebissonii (Ralfs)
- * Xanthidium controversum (Turpin)
- * Xanthidium perissacanthum (Scott and Prescott)
- * Xanthidium tetracentrotum ()
- * Xanthidium tetracentrotum var. tetracentrotum ()
- * Xanthidium tetracentrotum var. hexagonum (G. M. Smith)
- * Xanthidium hastiferum (Turner)
- * Xanthidium hastiferum var. hastiferum (Turner)
- * Xanthidium hastiferum var. javanicum ((Nordst.) Turner)
- * Xanthidium hastiferum var. johnsonii (West and West)

## THam khảo
1. ↑  Desmidiaceae (TSN 7256) tại Hệ thống Thông tin Phân loại Tích hợp (ITIS).